# صمد صباحی
صمد صباحی (زادهٔ ۱۲۹۳ – درگذشته ۱۳۵۷)، هنرپیشه، کارگردان و فیلم‌نامه‌نویس سینمای ایران بود.

## زندگی
صمد صباحی متولد ۱۲۹۳ آذربایجان (شوروی سابق)، وی فارغ‌التحصیل هنرستان نقاشی باکو بود. فعالیت هنری را با بازی در تئاتر از سال ۱۳۰۵ آغاز کرد. در سال ۱۳۱۱ به تبریز مهاجرت کرد و سپس به تهران آمد. در سال ۱۳۱۸ از هنرستان هنرپیشگی تهران فارغ‌التحصیل شد. فعالیت هنری اش را در ایران از سال ۱۳۲۴ به عنوان کارگردان بازیگر و نویسندهٔ نمایش «ریش‌تراش سویل» ادامه داد. از سال ۱۳۳۲ با فیلم «مشهدی عباد» به عنوان نویسنده (بر اساس نمایشنامه‌ای از عزیز حاجی بگف) و کارگردان وارد فعالیت‌های سینمایی شد. ۱و در سال ۱۳۵۷ در تهران درگذشت.

## فیلم‌شناسی

### کارگردان
1. آخرین نبرد (۱۳۵۱)
2. فردای باشکوه (۱۳۴۶)
3. گنج و رنج (۱۳۴۶)
4. آلیش دختر کولی (۱۳۴۳)
5. سرکش (۱۳۴۳)
6. آرشین مالالان (۱۳۳۹ با همکاری اسماعیل کوشان)
7. چشمه عشاق (۱۳۳۹)
8. گمگشته (۱۳۳۳)
9. مشهدی عباد (۱۳۳۲)

## نویسنده
- ۱ - گنج و رنج (۱۳۴۶)
- ۲ - آلیش دختر کولی (۱۳۴۳)
- ۳ - سرکش (۱۳۴۳)
- ۴ - آرشین مالالان (۱۳۳۹)
- ۵ - چشم عشاق (۱۳۳۹)
- ۶ - چشمه عشاق (۱۳۳۹)
- ۷ - مشهدی عباد (۱۳۳۲)

### بازیگر
- ۱ - دلقک (۱۳۵۵)
- ۲ - مردی در آتش (۱۳۵۵)
- ۳ - علی کنکوری (۱۳۵۲)
- ۴ - آخرین نبرد (۱۳۵۱)
- ۵ - خیلی هم ممنون (۱۳۵۱)
- ۶ - نانجیب (۱۳۵۱)
- ۷ - یک میلیونر و دو مفلس (۱۳۵۱)
- ۸ - شب اعدام (۱۳۴۹)
- ۹ - هوکانی (۱۳۴۸ ناتمام ماند)
- ۱۰ - گرفتار (۱۳۴۸)
- ۱۱ - دزد سیاهپوش (۱۳۴۷)
- ۱۲ - لوطی قرن بیستم (۱۳۴۷)
- ۱۳ - گنج و رنج (۱۳۴۶)
- ۱۴ - دو انسان (۱۳۴۵)
- ۱۵ - جلاد (فیلم) (۱۳۴۴)
- ۱۶ - سه تا بزن‌بهادر (۱۳۴۴)
- ۱۷ - آلیش دختر کولی (۱۳۴۳)
- ۱۸ - دزد شهر (۱۳۴۳)
- ۱۹ - جدال به خاطر عشق (۱۳۴۲)
- ۲۰ - آتش و خاکستر (۱۳۳۹)

### تهیه‌کننده
- ۱ - آخرین نبرد (۱۳۵۱)
- ۲ - آلیش دختر کولی (۱۳۴۳ با مشارکت روفیا)
- ۳ - سرکش (۱۳۴۳)

### تدوین
- ۱ - آخرین نبرد (۱۳۵۱)